# Patrick Walsh
Patrick Walsh (né le 1er janvier 1892 et décédé le 25 décembre 1978), originaire de la ville de Detroit, est un homme politique américain, membre parti démocrate du Sénat du Michigan de 1949 à 1954.